# باره کرالیسکه
باره کرالیسکه (به لاتین: Bare Kraljske) یک منطقهٔ مسکونی در مونته‌نگرو است که در شهرداری کولاشین واقع شده‌است. باره کرالیسکه ۱۷۵ نفر جمعیت دارد.